# Xanthopimpla punctifrons
Xanthopimpla punctifrons là một loài tò vò trong họ Ichneumonidae.